# 日本歯科用レーザー・ライト学会
日本歯科用レーザー・ライト学会（にほんしかようれーざー・らいとがっかい、Japan Association for Oral Laser Light Applications：JAOLLA）とは、歯科用レーザーの進歩発展を取り扱う専門学術団体の一つである。

## 概要
2000年に設立された日本歯科用Nd:YAGレーザー学会と日本歯科用炭酸ガスレーザー学会が2006年に合併し、日本歯科用レーザー学会となる。2013年、日本レーザー・ライト学会に名称変更。

## 学会誌
『日本歯科用レーザー学会誌』(Journal of Japan Association for Oral Laser Applications)

## 専門認定
- 歯科医師
  - 日本歯科用レーザー学会認定医
  - 日本歯科用レーザー学会指導医

## 大会等
| 年     | 月日          | 名称                                       | 会長     | 会場                       | テーマ                                       | 参加者数 | 備考  |
| ------ | ------------- | ------------------------------------------ | -------- | -------------------------- | -------------------------------------------- | -------- | ----- |
| 2009年 | 9月5日～6日   | 第9回日本歯科用レーザー学会総会・学術大会  | 加藤喜郎 | 日本歯科大学新潟生命歯学部 | レーザー治療の最前線                         |          | [ 2 ] |
| 2010年 | 9月4日～5日   | 第10回日本歯科用レーザー学会総会・学術大会 | 新谷明喜 | 日本歯科大学生命歯学部     | レーザー治療のイノベーション                 |          | [ 3 ] |
| 2011年 | 9月10日～11日 | 第11回日本歯科用レーザー学会総会・学術大会 | 野口俊英 | 愛知学院大学               | 患者にやさしい先進的レーザー治療効果を求めて |          | [ 4 ] |